# Saint-Maurice-Navacelles
Saint-Maurice-Navacelles is een gemeente in het Franse departement Hérault (regio Occitanie) en telt 142 inwoners (1999). De plaats maakt deel uit van het arrondissement Lodève. De plaats ligt midden in het keteldal van Cirque de Navacelles.

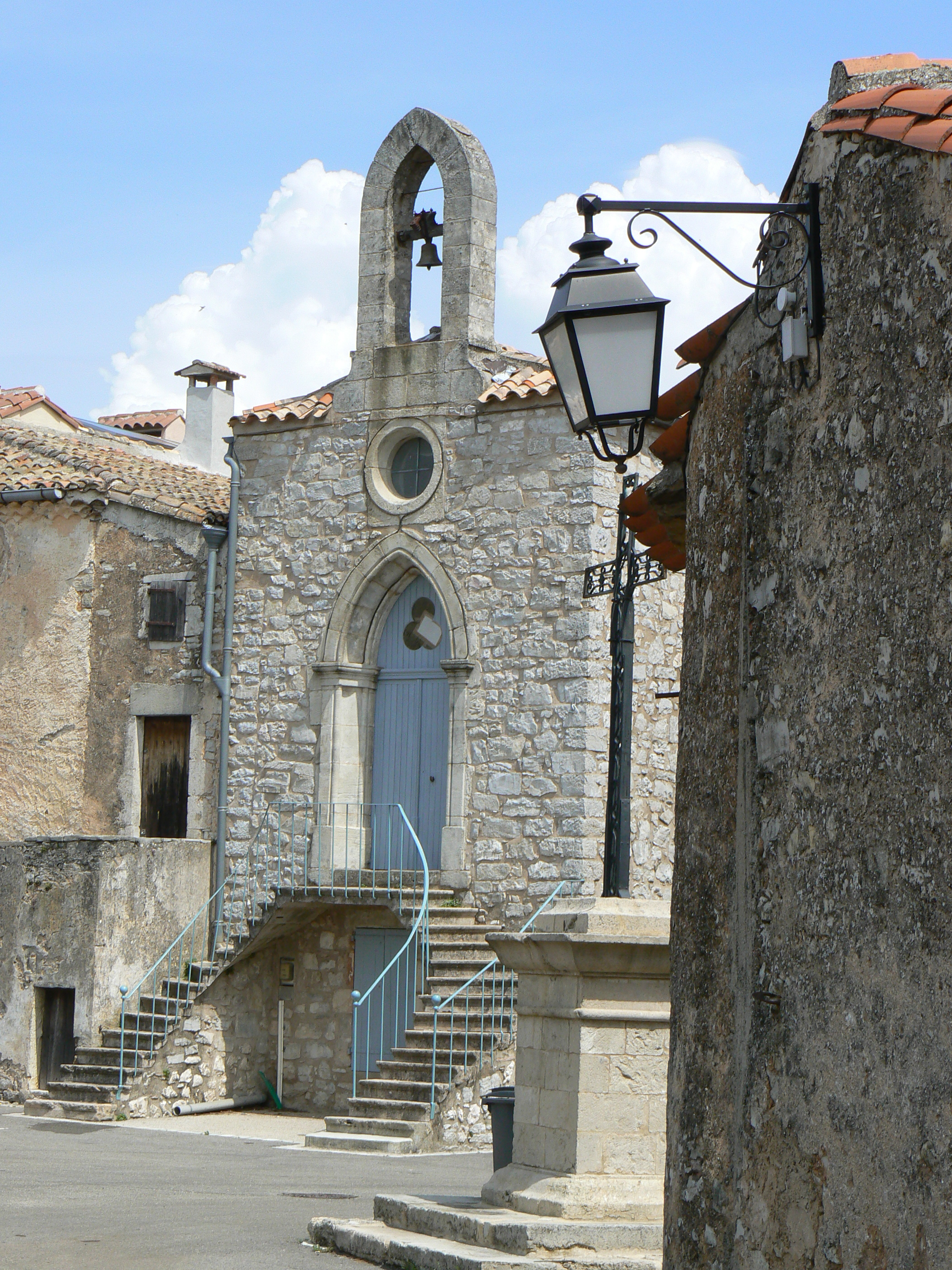
Het kerkje van Saint-Maurice-Navacelles

## Geografie
De oppervlakte van Saint-Maurice-Navacelles bedraagt 59,5 km², de bevolkingsdichtheid is 2,4 inwoners per km².

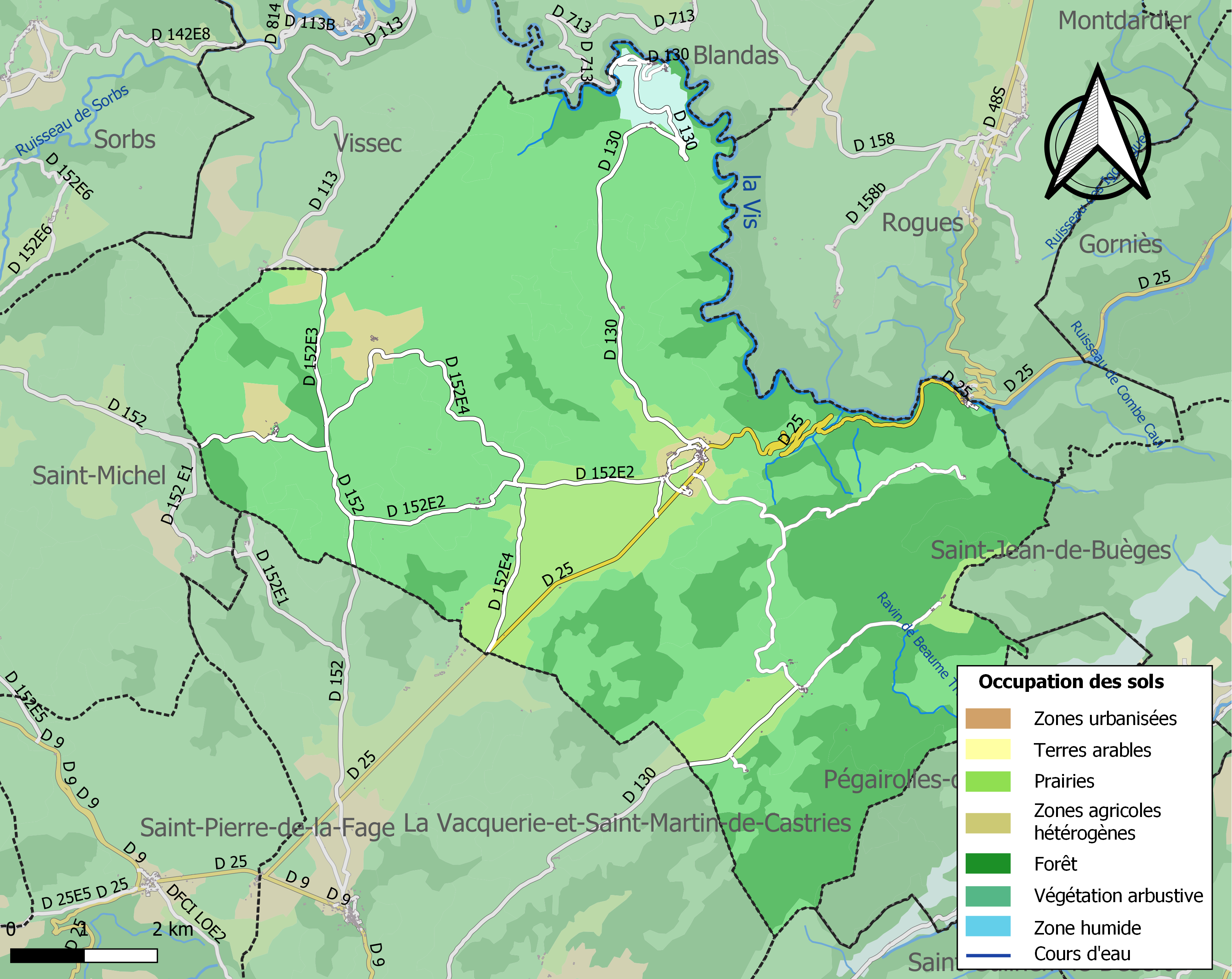
Kaart van de gemeente met de belangrijkste infrastructuur, bodemgebruik en omliggende gemeenten

## Demografie
Onderstaande figuur toont het verloop van het inwonertal (bron: INSEE-tellingen).